# Hyalophora euryalus
Hyalophora euryalus este o specie de molie din familia Saturniidae. 

## Descriere
Are o anvergură de 89–127 mm. Adulții zboară între lunile ianuarie și iulie, depinzând de locație. Există o singură generație într-una an.
Larvele au ca principală sursă de hrană Ceanothus, Rhamnus californica, Prunus emarginata, Arctostaphylos, Alnus, Betula, Corylus, Ribes, Pseudotsuga menziesii, Arbutus menziesii  și Salix.